# Rainford Kalaba
Rainford Kalaba (ur. 14 sierpnia 1986 w Kitwe) – zambijski piłkarz występujący na pozycji pomocnika.
Jest wychowankiem Kitwe United. Później występował w rezerwach francuskiego OGC Nice oraz w zambijskich ZESCO United, Zanaco FC i portugalskich SC Braga, Gil Vicente FC i União Leiria. W reprezentacji Zambii zadebiutował w 2005.